# New England (Dacota do Norte)
New England é uma cidade localizada no estado norte-americano de Dacota do Norte, no Condado de Hettinger.

## Demografia
Segundo o censo norte-americano de 2000, a sua população era de 555 habitantes.
Em 2006, foi estimada uma população de 609, um aumento de 54 (9.7%).

## Geografia
De acordo com o United States Census Bureau tem uma área de
1,3 km², dos quais 1,3 km² cobertos por terra e 0,0 km² cobertos por água. New England localiza-se a aproximadamente 791 m acima do nível do mar.

## Localidades na vizinhança
O diagrama seguinte representa as localidades num raio de 40 km ao redor de New England.